# Font de la plaça del Vall del Castell
La Font de la plaça del Vall del Castell és una obra de Vilafranca del Penedès (Alt Penedès) protegida com a Bé Cultural d'Interès Local.

## Descripció
La font es compon de dues bases rectangulars de diferent secció. De la base superior en sobresurt una pica semicircular amb relleu de petxina. El pedestal és de secció rectangular amb volutes laterals, cornisa superior amb permòdols i motllura refosa a la cara principal amb aixeta central. Està coronada amb un fanal de ferro forjat.